# ألفرد إدر
ألفرد إدر (بالألمانية: Alfred Eder)‏ هو متسابق بياثل نمساوي، ولد في 28 ديسمبر 1953 في بيسندورف في النمسا.

## وصلات خارجية
- ألفرد إدر على موقع IBU (الإنجليزية)
- ألفرد إدر على موقع أوليمبيديا (الإنجليزية)